# Diopederma axiologum
Diopederma axiologum är en ormstjärneart som beskrevs av Hubert Lyman Clark 1913. Diopederma axiologum ingår i släktet Diopederma och familjen Ophiodermatidae. Inga underarter finns listade i Catalogue of Life.